# Trận Ognon
Trận Ognon là một trận đánh trong cuộc Chiến tranh Pháp-Phổ,, diễn ra vào ngày 22 tháng 10 năm 1870 tại sông Ognon (Pháp). Trong trận chiến này, Quân đoàn số 14 của Vương quốc Phổ dưới quyền chỉ huy của tướng Karl August von Werder (gồm có một lữ đoàn của Đại Công quốc Baden) đã đánh cho các lực lượng canh giữ tuyến phòng ngự của quân đội Pháp thuộc Binh đoàn Rhône (còn gọi là "Binh đoàn phía đông") của Pháp do tướng Albert Cambriels chỉ huy đại bại, và bắt được một số lượng lớn tù binh Pháp. Chiến thắng của quân đội Đức trong trận đánh tại Ognon đã quyết định đến số phận của Binh đoàn Rhône của Pháp, ít nhất là trong vòng 2 tuần lễ sau đó.
Thượng tướng Bộ binh Werder cùng với Nam tước Kolmar von der Goltz của Đức, sau khi chiếm được Strasbourg vào tháng 9 năm 1870, đã tiến quân về hướng tây. Trọng trách đầu tiên của Werder là quét sạch các lực lượng franc-tireur của Pháp khỏi dãy Vosges, và vào ngày 1 tháng 10, đội tiền binh của Quân đoàn số 14 của Đức do tướng Degenfeld chỉ huy đã bắt đầu cuộc hành quân qua Vosges. Qua các đèo, binh sĩ Đức không phải giao chiến, và cuộc đụng độ lớn đầu tiên giữa quân đội Đức và Pháp đã diễn ra ở sườn tây của dãy núi, kết thúc với thắng lợi của Degenfeld trước "Binh đoàn phía đông" mới được thành lập của Pháp. Do Cambriels là chỉ huy Binh đoàn phía đông đã thực hiện những nỗ lực tái cấu trúc binh đoàn của mình, Werder tin rằng trước hết ông phải giáp mặt với địch thủ, trước khi thực hiện một loạt cuộc phiêu lưu trong lòng nước Pháp, trái với thượng lệnh ban đầu của Tổng tham mưu trưởng Quân đội Phổ là tướng Helmuth von Moltke.
Được lệnh mở rộng các chiến dịch của mình đến Besançon từ Moltke, tướng Werder đã tiến chiếm Vesoul vào cuối tháng 10 năm 1870. Trong khi đó, tướng Cambriels đã tái tổ chức lực lượng của mình và thiết lập vị trí vững chắc tại Kuoz và Etuz ở sông Oignon, nhằm ngăn chặn bước tiến xa hơn của Quân đoàn số 14 của Đức. Và, vào ngày 22 tháng 10 năm 1870, Binh đoàn Rhône của ông (với 2 sư đoàn) đã hứng chịu thêm một thất bại nữa: tướng Werder đã xuống lệnh cho tướng Beyer đánh đuổi Binh đoàn Rhône và đánh cho đội quân này phải chạy vào Besançon. Beyer chỉ huy lữ đoàn của Degenfeld, cùng với một phần của lữ đoàn dưới quyền Keller, và lữ đoàn của Vương công Wilhelm xứ Baden và 2 tiểu đoàn thuộc Trung đoàn số 30, và bị áp đảo nặng nề về mặt quân số. Tiểu đoàn tiền vệ của tướng Degenfeld đã giao chiến với quân Pháp trước khi các lữ đoàn bộ binh của Keller và Wilhelm xứ Baden kéo đến ứng chiến. Quân đội của hai bên đã giằng co với nhau trong một khoảng thời gian dài, nhưng cuối cùng, quân Đức của Beyer đã chiếm được tất cả mọi vị trí của đối phương, bất chấp sự ứng chiến khá muộn của các lữ đoàn của Keller và vương công xứ Baden. Trong tình thế hỗn loạn,, quân Pháp phải rút chạy qua sông, và buộc phải từ bỏ ngôi làng Auxon-dessus mà họ đã tạm chiếm. Một lần nữa, quân của Cambriels phải lui về ẩn náu dưới các bức tường thành của Besançon.
Sau chiến thắng của quân Đức, Trung đoàn Bộ binh Rhine số 3 của Đức thuộc lực lượng trừ bị đã tiến hành truy kích đối phương. Ngày hôm sau, quân đội Đức đã tiến công các vị trí tại Châtillon-le-Duc, về hướng bắc của Besançon, nơi người Đức đã chiếm giữ trong ngày hôm trước. Cuộc tấn công thất bại, song nó đã buộc Binh đoàn Rhône phải triệt thoái. Dù vậy, quân đội Phổ đã thoái lui khỏi Besançon vào ngày 24 tháng 10 năm 1870, trước khi Werder đánh tan quân Pháp của Giuseppe Garibaldi tại Gray vào ngày 27 tháng 10.